# Rogašovci
Rogašovci (pronunciación eslovena: [ɾɔˈɡaːʃɔu̯tsi]; húngaro: Szarvaslak) es una localidad eslovena, capital del municipio homónimo en el este del país.
En 2020, la localidad tenía una población de 235 habitantes.
Se conoce la existencia de la localidad desde 1365, cuando se menciona con el topónimo de Pezkfolua. A lo largo de su historia estuvo en manos de varias familias nobles húngaras. A principios del siglo XX era una localidad de mayoría étnica eslovena; también vivía aquí una importante minoría de alemanes, pero estos últimos fueron expulsados al finalizar la Segunda Guerra Mundial.
La localidad se ubica a orillas del río Ledava, sobre la carretera 440 que une Sankt Martin an der Raab con Bad Radkersburg. Al oeste de la localidad sale la carretera 719, que lleva a Tieschen.